# Jörg Stiel
Jörg Stiel est un footballeur international suisse né le 3 mars 1968 à Baden. Il était gardien de but.

## Biographie

### En sélection
21 sélections et 0 but avec l'équipe de Suissede 2000 à 2004. 
Jörg Stiel fut aussi le Capitaine de la Nati de 2001 à 2004.
Il est célèbre pour avoir, après une boulette devant son but, rattrapé le ballon avec le bout du nez lors de l'Euro 2004.

## Carrière
| Club                     | Pays                   | Année     |
| ------------------------ | ---------------------- | --------- |
| FC Wettingen             | Drapeau de la Suisse   | 1986-1990 |
| FC Saint-Gall            | Drapeau de la Suisse   | 1990-1993 |
| Toros Neza               | Drapeau du Mexique     | 1993-1994 |
| FC Zurich                | Drapeau de la Suisse   | 1994-1996 |
| FC Saint-Gall            | Drapeau de la Suisse   | 1996-2001 |
| Borussia Mönchengladbach | Drapeau de l'Allemagne | 2001-2004 |